# Gilles-Louis Chrétien

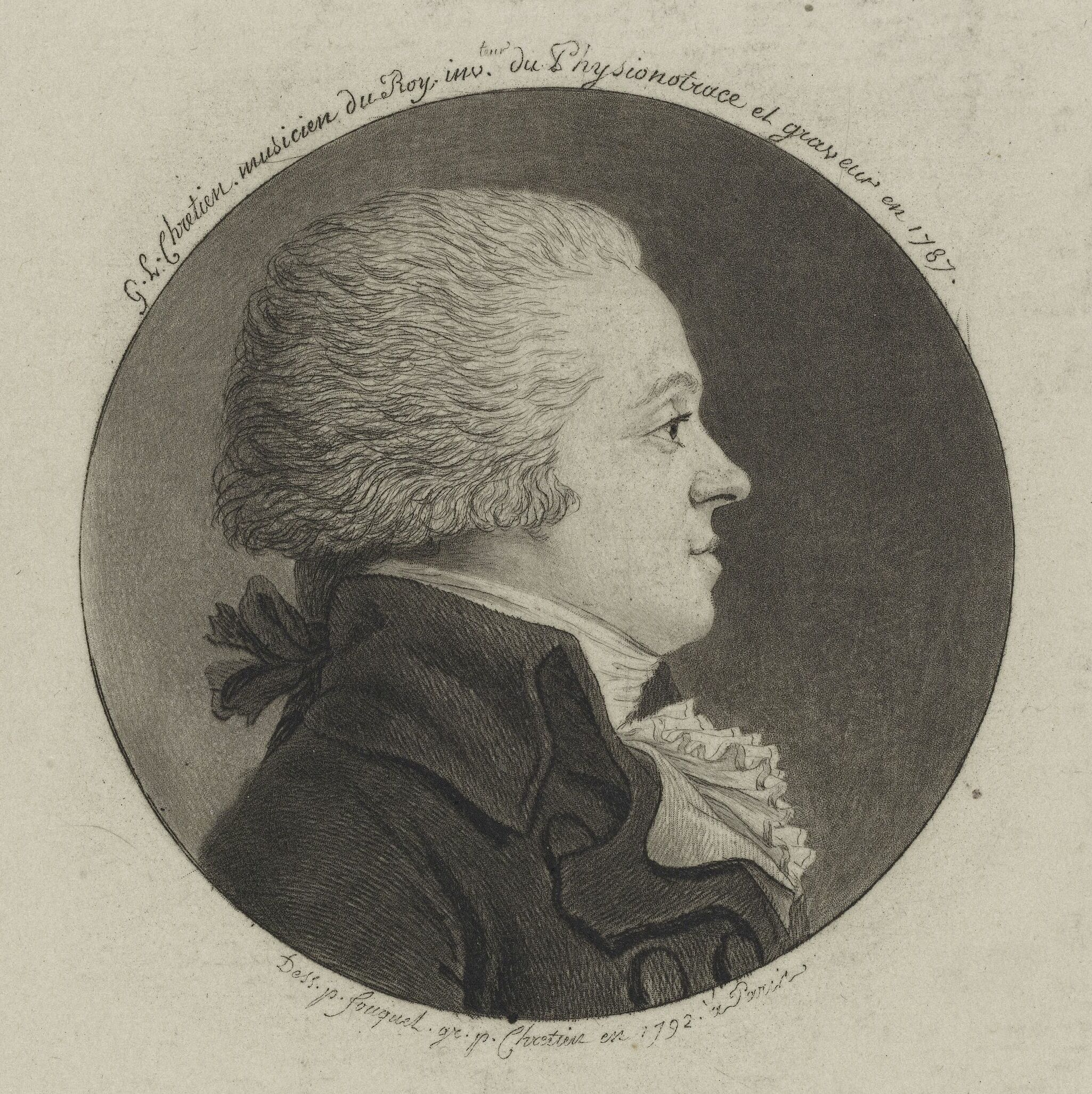
Gilles-Louis Chrétien, autorretrato (fisionotrazo), 1792

Gilles-Louis Chrétien (Versalles, 5 de febrero de 1754–París, 4 de marzo de 1811), violonchelista francés, fue el creador de la máquina llamada fisionotrazo (physionotrace). 

## Biografía
Gilles-Louis Chrétien nació a Versalles. En 1787 inventó una máquina llamada "physionotrace" capaz de obtener retratos de perfil. Después se redujeron a siluetas, normalmente por Fouquet, y posteriormente grabadas en aiguatinta. Muchas de las personas retratadas son de gran interés, puesto que se retrataba a las celebridades de la época. Por ejemplo, encontramos a Robespierre, Mirabeau, y Marat; fueron algunos de los centenares de retratos que se produjeron. Edme Quénedey al principio estaba asociada con él, pero después Chrétien trabajó en solitario. Finalmente, murió en París en 1811.

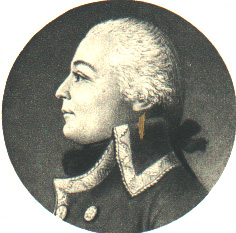
Retrato de François Joseph Westermann.

- Datos: Q1149396
- Multimedia: Gilles-Louis Chrétien / Q1149396